# Tombolo di Cecina
Tombolo di Cecina este o arie protejată (arie de protecție specială avifaunistică — SPA) din Italia întinsă pe o suprafață de 354 ha, integral pe uscat.

## Localizare
Centrul sitului Tombolo di Cecina este situat la coordonatele 43°16′26″N 10°30′51″E / 43.27377°N 10.514239°E.

## Înființare
Situl Tombolo di Cecina a fost declarat arie de protecție specială avifaunistică în decembrie 1998 pentru a proteja 18 specii de animale.

## Biodiversitate
Situată în ecoregiunea mediteraneană, aria protejată conține 5 habitate naturale: Dune mobile cu vegetație embrionară, Dune mobile de-a lungul țărmului cu Ammophila arenaria („dune albe”), Dune de coastă cu Juniperus spp., Vegetație anuală la limita mareei, Dune împădurite cu Pinus pinea și/sau Pinus pinaster.
La baza desemnării sitului se află mai multe specii protejate de  păsări (18): pescăruș albastru (Alcedo atthis), fâsă-de-câmp (Anthus campestris), stârc galben (Ardeola ralloides), caprimulg (Caprimulgus europaeus), prundăraș de sărătură (Charadrius alexandrinus), șerpar (Circaetus gallicus), erete de stuf (Circus aeruginosus), erete vânăt (Circus cyaneus), erete cenușiu (Circus pygargus), dumbrăveancă (Coracias garrulus), șoim de iarnă (Falco columbarius), muscar-gulerat (Ficedula albicollis), sfrâncioc roșiatic (Lanius collurio), Larus audouinii, rață catifelată (Melanitta fusca), gaia neagră (Milvus migrans), viespar (Pernis apivorus), corcodel-cu-gât-negru (Podiceps nigricollis)
Pe lângă speciile protejate, pe teritoriul sitului au mai fost identificate 1 specie de păsări.